# Еколого-економічна оцінка
Еко́лого-економі́чна оці́нка — вид економічних показників, що характеризує зміну параметрів господарської діяльності економічних суб'єктів (витрати, доходи чи їх зміни) у відповідь на процеси використання природних благ та(або) впливу на компоненти середовища. Прикладами є економічна оцінка природних ресурсів, оцінки збитків від негативного впливу на компоненти природного середовища або ефектів від оздоровлення довкілля.
Основна функція, яку виконують еколого-економічні оцінки — інформаційна. Їх завдання — з максимальним ступенем достовірності охарактеризувати, яким чином пов'язані з використанням природних благ процеси, що відбуваються у природі, суспільстві і технічних системах, як вони впливають на вартісні показники діяльності економічних суб'єктів.